# Llanddunwyd

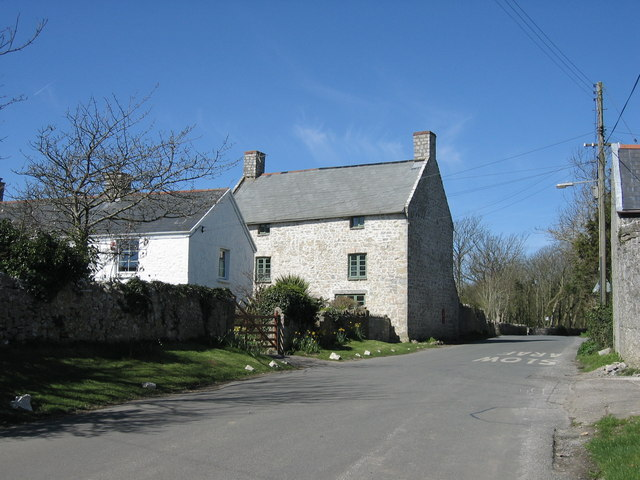
Llanddunwyd

Llanddunwyd (Welsh St Donats en anglès) és un poble i una comunitat situat al municipi de Bro Morgannwg, Gal·les. Es troba just a l'oest de Llanilltud Fawr.
Antigament, el poble de Llanddunwyd es va constituir al voltant de l'església parroquial. A finals del segle xix es va produir la separació de l'Estat i l'Església a la Gran Bretanya, però el mateix territori ha seguit representat per l'autoritat local (Consell Comunitari de Llanddunwyd) i pel Consell de l'Església Parroquial.
El cens electoral del 2011 reflectia una població de 471 habitants.
El Castell de Llanddunwyd és una de les atraccions turístiques més visitades de Bro Morgannwg.